# Ophiacantha granulifera
Ophiacantha granulifera är en ormstjärneart som beskrevs av Addison Emery Verrill 1885. Ophiacantha granulifera ingår i släktet Ophiacantha och familjen knotterormstjärnor. Inga underarter finns listade i Catalogue of Life.